# Змішана гірська порода
Змішана гірська порода — гірська порода, яка складається з матеріалу різного за походженням, вулкано- і хемогенного, метаморфічного, осадового, в тому числі і біогенного тощо або різнорідного уламкового матеріалу — пісковики, алевроліти, вапняки, мергелі, кременисті породи і т. д.
Виділяють такі змішані гірські породи:
- 1) — з переважанням хемогенного або біохемогенного матеріалу — піщанисті і алевролітові карбонатні породи, кременисті, глауконітові, фосфоритові і т. д.

- 2) — з перевагою уламкового кластичного матеріалу:

- - 2а — конгломерати (з карбонатним, кременистим та ін. цементом),
  - 2б — пісковики і алевроліти з хемогенним цементом,
  - 2в — різнозернисті уламкові породи (змішані і невідсортовані) — суглинки, супіски, фанґломерати і т. ін.

Вапняково-глинисто-доломітові породи підрозділяють на групу глин (до 70-100 % глинистого матеріалу), групу вапняків та доломітів (глинистого матеріалу 10-30 %).
Глинисто-карбонатно-кременисті породи підрозділяють на 4 основних групи і 17 типів, з яких П.з.: глинистий і карбонатно-глинистий силіцит, кременисто-глинистий вапняк (або доломіт), кременисті, глинисті і доломітові мергелі, кремениста глина і т. д.